# Pomezí nad Ohří
Pomezí nad Ohří (do roku 1950 a německy Mühlbach) je obec v okrese Cheb v Karlovarském kraji. Žije zde 361 obyvatel.

## Historie
První písemná zmínka o obci pochází z roku 1370.
V prostoru hraničního přechodu Schirnding/Pomezí nad Ohří překročil v úterý 1. května 1945 kombinovaný oddíl pod velením podplukovníka Sítka hranice Československa.
Na hraničním přechodu skončil 23. května 1978 ozbrojený pokus bratranců Barešových o přechod hranice do SRN při kterém unesli autobus s 39 studenty.
Severní okraj správního území obce lemuje vodní nádrž Skalka, vystavěná v letech 1962–1964. Změny dotčených katastrálních území související se stavbou vodního díla a zařazení kompletní jeho plochy do správního území města Cheb (podobně jako v případě blízké nádrže Jesenice) vedly k paradoxu, že některé břehové části vodní plochy, vzdálené sto metrů od centra obce, patří administrativně k jiné obci než Pomezí nad Ohří.

## Obyvatelstvo
Při sčítání lidu v roce 1921 zde žilo 300 obyvatel, z nichž byli dva Čechoslováci, 284 obyvatel německé národnosti a 14 cizozemců. K římskokatolické církvi se hlásilo 295 obyvatel, pět k evangelické.
| Rok            | 1869 | 1880 | 1890 | 1900 | 1910 | 1921 | 1930 | 1950 | 1961 | 1970 | 1980 | 1991 | 2001 | 2011 | 2021 |
| -------------- | ---- | ---- | ---- | ---- | ---- | ---- | ---- | ---- | ---- | ---- | ---- | ---- | ---- | ---- | ---- |
| Počet obyvatel | 314  | 339  | 288  | 318  | 347  | 300  | 324  | 62   | 72   | 30   | 42   | 9    | 32   | 65   | 186  |
| Počet domů     | 33   | 36   | 37   | 37   | 39   | 39   | 41   | 40   | 21   | 8    | 10   | 4    | 10   | 23   | 61   |

| Rok            | 1869 | 1880 | 1890 | 1900 | 1910 | 1921 | 1930 | 1950 | 1961 | 1970 | 1980 | 1991 | 2001 | 2011 | 2021 |
| -------------- | ---- | ---- | ---- | ---- | ---- | ---- | ---- | ---- | ---- | ---- | ---- | ---- | ---- | ---- | ---- |
| Počet obyvatel | 759  | 814  | 653  | 646  | 701  | 625  | 667  | 159  | 128  | 137  | 112  | 57   | 74   | 151  | 305  |
| Počet domů     | 97   | 101  | 104  | 98   | 101  | 101  | 105  | 97   | 29   | 26   | 19   | 10   | 22   | 42   | 94   |

## Obecní správa a politika
Mezi lety 1850–1976 Pomezí nad Ohří bylo obcí v okrese Cheb. Od 1. dubna 1976 do 23. listopadu 1990 patřilo jako část města k Chebu a od 24. listopadu 1990 je opět samostatnou obcí.
K obci náleží ještě řídce obydlená osada Horní Hraničná nemající ani charakter základní sídelní jednotky (ZSJ) a převážně rekreační osady Tůně, Liebeneck a Lesní Mlýn, tvořící společně ZSJ (a katastrální území) Tůně.

### Části obce
- Pomezí nad Ohří
- Hraničná

V letech 1850–1965 k obci patřily i Bříza a Cetnov.

### Obecní symboly
Znak a vlajka byly obci uděleny rozhodnutím předsedkyně Poslanecké sněmovny Parlamentu České republiky dne 24. února 2012.

## Doprava
Pomezí nad Ohří spojují s německým městysem Schirnding tři hraniční přechody. Tím nejstarším je silniční přechod Pomezí nad Ohří – Schirnding, u nějž stával od roku 1931 zájezdní hostinec. Za hotelem stála celnice. Obě stavby se nacházely v místech dosud stojícího prostoru celnice, vybudovaného za socialismu. Na jaře 1949 byla silnice u státní hranice překopána a přehrazena valem. Po zřízení hraničního pásma chyběl na Chebsku hraniční přechod se západním Německem pro nákladní a osobní dopravu. Od padesátých let se na diplomatické úrovni usilovalo o otevření přeshraniční dopravy, k čemuž došlo 15. září 1956. V roce 1973 bylo vydáno povolení ke stavbě silnice 1/6 Cheb – Pomezí nad Ohří, která po dokončení nahradila zastaralou úzkou státní silnici k přechodu. Byla vybudována nová celnice s oddělením pasové kontroly a rovněž na bavorské straně vystavěna nová celnice, která nahradila původní celnici z roku 1929. Po roce 1989 se výrazně zvýšil průjezd v obou směrech, přes obec Pomezí na Ohří do Německa a naopak, který negativně ovlivnil život v obci. Proto došlo k výstavbě obchvatu, dokončeném v roce 1998. Od té doby protíná hraniční přechod čtyřproudová silnice.
Pro turisty a cykloturisty byl dne 13. května 2006 otevřen přechod spojující Pomezí nad Ohří a Schirnding. Silniční a turistický přechod jsou odděleny náspem železniční trati s železničním přechodem na trati Cheb–Schirnding.
Výstavba železniční trati a propojení Chebu se Schirdingem a Norimberkem spadá do druhé poloviny 19. století. Železniční přechod začal být užíván od roku 1883, a to pro nákladní a osobní dopravu. Provoz neustal ani během komunistického režimu. Celní a pasové orgány měly na starosti i železniční dopravu.

## Školství
Obec není vybavena základní a mateřskou školou.

## Pamětihodnosti v obci a v okolí
- U osady Tůně se nachází drobné zbytky hradu Liebeneck založeného ve 14. století rodinou chebských měšťanů Parsberků. Hrad, ze kterého se dochoval především příkop, zanikl v průběhu 16. století.[13]
- Kostel svatého Jakuba Staršího
- přírodní rezervace Pomezní rybník v k. ú. obce
- Bismarckova rozhledna (Zelená hora)
- zbořený Kostel svaté Anny v zaniklé obci Horní Pelhřimov (Ober Pilmersreuth)
- zřícenina tvrze Pomezná